# Estación de Zúrich Hardbrücke
La estación de Zúrich Hardbrücke es una estación ferroviaria de la comuna suiza de Zúrich, en el Cantón de Zúrich.

## Historia y Situación
La estación se encuentra ubicada entre los distritos 4 y 5 de la ciudad de Zúrich, y fue inaugurada en 1982.
La estación de Zúrich Hardbrücke cuenta con tres andenes, todos centrales, a los que acceden cuatro vías pasantes. Debido a la cercanía con la estación de Zúrich, está situada en una zona con una gran cantidad de vías, donde se bifurcan las líneas que se dirigen hacia Baden y Basilea, conocida como línea del Bözberg, y hacia Zúrich Oerlikon y Winterthur.

## Servicios ferroviarios
Los servicios ferroviarios de esta estación están prestados por SBB-CFF-FFS:

### S-Bahn Zúrich
La estación está integrada dentro de la red de trenes de cercanías S-Bahn Zúrich, y en la que efectúan parada los trenes de varias líneas pertenecientes a S-Bahn Zúrich:
- S 3 (Bülach –) Hardbrücke –  Zúrich HB – Stadelhofen – Effretikon – Wetzikon
- S 5 Zug – Affoltern am Albis – Zúrich HB – Uster – Pfäffikon SZ
- S 6 Baden – Regensdorf-Watt – Zúrich HB – Uetikon
- S 7 Winterthur – Kloten – Zúrich HB – Stadelhofen - Meilen – Rapperswil
- S 9 Schaffhausen – Rafz – Zúrich HB – Stettbach – Uster
- S 11 Aarau – Lenzburg – Dietikon – Zúrich HB – Stettbach – Winterthur – Seuzach/Sennhof-Kyburg (– Wila)
- S 12 Brugg – Altstetten – Zúrich HB – Stadelhofen – Winterthur – Schaffhausen/Wil
- S 15 Rapperswil – Uster – Zúrich HB – Oberglatt – Niederweningen
- S 16 (Thayngen – Winterthur –) Zúrich Aeropuerto – Zúrich HB – Herrliberg-Feldmeilen (– Meilen)
- S 21 (Regensdorf-Watt – Oerlikon – Zúrich HB)
- S N1 Winterthur – Zúrich HB – Baden – Lenzburg – Aarau
- S N5 Bülach – Zúrich HB – Uster - Rapperswil – Pfäffikon SZ
- S N7 Bassersdorf – Zúrich HB - Meilen – Stäfa
- S N9 Zúrich HB – Affoltern am Albis (– Zug)